# 봉양중학교 (경북)
봉양중학교(鳳陽中學校)는 대한민국 경상북도 의성군 봉양면 화전리에 있는 공립 중학교이다.

## 학교 연혁
- 1948년 4월 1일 : 봉양야간중학교 설립
- 1954년 6월 10일 : 봉양중학교 개교 (3학급)
- 1971년 1월 29일 : 봉양중학교 학칙 변경 (18학급)
- 2013년 7월 5일 : Book Dream Cafe실 설치
- 2013년 12월 10일 : Job & Career실, 멀티미디어실 현대화 사업
- 2014년 12월 20일 : 강당, 전산실, 미술실, 전기 승압 현대화 사업
- 2023년 1월 4일 : 졸업식 제69회(3명 졸업) 누적 8,825명
- 2023년 9월 1일 : 제32대 김성완 교장 취임
- 2024년 3월 4일 : 입학식 제73회(5명)

## 참고 자료
- 봉양중학교 - 한국교육학술정보원 학교알리미